# Segona divisió espanyola de futbol 2012-2013
La temporada 2012/13 de la Lliga Adelante fou la 82a edició de la Segona divisió espanyola de futbol. El torneig va ser organitzat per la Lliga Nacional de Futbol Professional (LFP). Va començar el 17 d'agost de 2012 i acabà el 9 de juny de 2013 en la seva fase regular. Posteriorment, es jugaren els play-off d'ascens entre els dies 12, 16, 19 i 23 del mateix mes. Aquesta temporada comptà amb la participació d'un debutant a la categoria, el CD Mirandés.
Al final de la primera volta, l'Elx Club de Futbol va sumar 49 punts dels 63 possibles (quinze victòries, quatre empats i dues derrotes), establint un nou rècord històric en la competició. Els il·licitans van tancar la primera volta sense cedir ni un sol punt al seu estadi i essent l'equip menys golejat de la categoria.
A la jornada 40, l'Elx Club de Futbol es va proclamar campió de la categoria, amb el premi de ser l'únic equip de tota la història de la categoria que ha estat capaç de ser líder des de la primera a l'última jornada.

## Sistema de competició
La Segona Divisió d'Espanya 2012/13 estigué organitzada per la Lliga Nacional de Futbol Professional (LFP).
Com en temporades precedents, constava d'un grup únic integrat per 22 clubs de tota la geografia estatal. Seguint un sistema de lliga, els 22 equips s'enfrontaren tots contra tots en dues ocasions -una en camp propi i una altra en camp contrari- sumant un total de 42 jornades. L'ordre dels partits es va decidir per sorteig abans de començar la competició.
La classificació final s'estableix d'acord amb els punts obtinguts en cada enfrontament, a raó de tres per partit guanyat, un per empatat i cap en cas de derrota. Si en finalitzar el campionat dos equips igualessin a punts, els mecanismes per desempatar la classificació són els següents:
1. El que tingui una major diferència entre gols a favor i en contra en els enfrontaments entre tots dos.
2. Si persisteix l'empat, es tindrà en compte la diferència de gols a favor i en contra en totes les trobades del campionat.

Si l'empat a punts es produeix entre tres o més clubs, els successius mecanismes de desempat són els següents:
1. La millor puntuació de la que a cadascun correspongui d'acord amb els resultats dels partits jugats entre si pels clubs implicats.
2. La major diferència de gols a favor i en contra, considerant únicament els partits jugats entre si pels clubs implicats.
3. La major diferència de gols a favor i en contra tenint en compte totes les trobades del campionat.
4. El major nombre de gols a favor tenint en compte totes les trobades del campionat.
5. El club millor classificat d'acord amb els barems de fair play.

### Efectes de la classificació
L'equip que més punts sumi al final del campionat serà proclamat campió de la Lliga de Segona Divisió i obtindrà automàticament l'ascens a Primera Divisió per a la temporada, juntament amb el subcampió. Els quatre següents classificats-llocs del 3r al 6è, excloent els equips filials que ocupin aquestes posicions a la taula-disputaran un play-off per eliminació directa a doble partit - anada i tornada - el vencedor final obtindrà també la promoció de categoria. Les places a Segona Divisió dels tres equips ascendits seran cobertes la propera temporada pels tres últims classificats, aquesta temporada, a Primera.
Per la seva banda, els quatre últims classificats de Segona Divisió - llocs del 19è al 22èº - seran descendits a Segona Divisió B. D'aquesta, ascendiran els quatre guanyadors de la promoció per reemplaçar als equips relegats.

## Equips i estadis

### Ascensos i descensos
Aquesta temporada hi hagué un debutant a la categoria, el CD Mirandés, i els 3 equips descendits de la Lliga BBVA eren el Vila-real CF, l'Sporting i el Racing de Santander.
| Pos. | Ascendits a 1a Divisió        |
| ---- | ----------------------------- |
| 1r   | RC Deportivo de La Coruña     |
| 2n   | R. C. Celta de Vigo           |
| 3r   | Real Valladolid CF (promoció) |

| Pos. | Descendits de 1a Divisió      |
| ---- | ----------------------------- |
| 18è  | Vila-real CF                  |
| 19è  | Real Sporting de Gijón        |
| 20è  | Real Racing Club de Santander |

| Pos. | Descendits a 2a Divisió B   |
| ---- | --------------------------- |
| 12è  | Vila-real CF "B"            |
| 20è  | FC Cartagena                |
| 21è  | CD Alcoià                   |
| 22è  | Club Gimnàstic de Tarragona |

| Pos.     | Ascendits de 2a Divisió B     |
| -------- | ----------------------------- |
| 1r G. I  | R. M. Castella C. F. (campió) |
| 1r G. II | CD Mirandés (subcampió)       |
| 2n G. II | SD Ponferradina               |
| 3r G. I  | CD Lugo                       |

| Agrupación Deportiva Alcorcón              | José Bordalás          | Alcorcón                   | Santo Domingo          | 5 607  | Erreà   |                              |
| Centre d'Esports Sabadell Futbol Club      | Lluís Carreras         | Sabadell                   | Nova Creu Alta         | 20 000 | Kelme   |                              |
| Club Deportivo Guadalajara                 | Carlos Terrazas        | Guadalajara                | Pedro Escartín         | 8 000  | Joma    | Caja de Guadalajara          |
| Club Deportivo Lugo                        | Quique Setién          | Lugo                       | Anxo Carro             | 4 800  | Umbro   | Estrella Galicia             |
| Club Deportivo Mirandés                    | Carlos Pouso           | Miranda de Ebro            | Anduva                 | 6 000  | Bemiser |                              |
| Club Deportivo Numancia de Soria           | Pablo Machín           | Sòria                      | Los Pajaritos          | 9 025  | Erreà   | Solarig                      |
| Córdoba Club de Fútbol                     | Juan Esnáider          | Còrdova                    | Nuevo Arcángel         | 21 822 | Nike    | Còrdova                      |
| Elx Club de Futbol                         | Fran Escribá           | Elx                        | Manuel Martínez Valero | 36 017 | Acerbis | Gioseppo                     |
| Futbol Club Barcelona B                    | Eusebio Sacristán      | Barcelona                  | Mini Estadi            | 15 276 | Nike    | Qatar Foundation             |
| Girona Futbol Club                         | Rubi                   | Girona                     | Montilivi              | 9 500  | Luanvi  | RDI - Recuperación d'Impagos |
| Hèrcules Club de Futbol                    | Quique Hernández       | Alacant                    | José Rico Pérez        | 29 500 | Nike    | Comunitat Valenciana         |
| Real Club Recreativo de Huelva             | Sergi Barjuan          | Huelva                     | Nuevo Colombino        | 21 670 | Hummel  | Cajasol                      |
| Reial Madrid Castella Club de Futbol       | Alberto Toril          | Madrid                     | Alfredo Di Stéfano     | 9 000  | Adidas  | Bwin                         |
| Real Murcia Club de Fútbol                 | Onésimo Sánchez        | Múrcia                     | Nueva Condomina        | 31 179 | Joma    |                              |
| Real Racing Club de Santander              | Alejandro Menéndez     | Santander                  | El Sardinero           | 22 222 | Kelme   |                              |
| Real Sporting de Gijón                     | José Ramón Sandoval    | Gijón                      | El Molinón             | 30 000 | Kappa   | Gijón, Astúries              |
| Sociedad Deportiva Huesca                  | Jorge D'Alessandro     | Osca                       | El Alcoraz             | 5 300  | Bemiser | Caja Inmaculada              |
| Sociedad Deportiva Ponferradina            | Claudio Barragán       | Ponferrada                 | El Toralín             | 8 800  | Adidas  | Bio3                         |
| Unión Deportiva Almería                    | Javi Gracia            | Almeria                    | Jocs Mediterranis      | 22 000 | Nike    | Urcisol                      |
| Unión Deportiva Las Palmas                 | Sergio Lobera          | Las Palmas de Gran Canaria | Gran Canaria           | 31 250 | Hummel  | Gran Canària                 |
| Vila-real Club de Futbol                   | Marcelino García Toral | Vila-real                  | El Madrigal            | 25 000 | Xtep    |                              |
| Xerez Club Deportivo                       | Carlos Ríos            | Jerez de la Frontera       | Chapín                 | 20 523 | Kappa   | Cajasol                      |
| Dades actualitzades a 28 de febrer de 2013 |                        |                            |                        |        |         |                              |

### Equips per comunitats autònomes
| Com. Autònoma        | Núm. | Equips                                                           |
| -------------------- | ---- | ---------------------------------------------------------------- |
| Andalusia            | 4    | Córdoba CF, R. C. Recreativo de Huelva, UD Almería i Xerez C. D. |
| Castella i Lleó      | 3    | CD Mirandés, CD Numancia de Soria i SD Ponferradina              |
| Catalunya            | 3    | C. E. Sabadell FC, FC Barcelona B i Girona FC                    |
| País Valencià        | 3    | Elx CF, Hèrcules CF i Vila-real CF                               |
| Comunitat de Madrid  | 2    | AD Alcorcón i Reial Madrid Castella CF                           |
| Aragó                | 1    | SD Huesca                                                        |
| Canàries             | 1    | UD Las Palmas                                                    |
| Cantàbria            | 1    | Real Racing Club de Santander                                    |
| Castella-La Manxa    | 1    | CD Guadalajara                                                   |
| Galícia              | 1    | CD Lugo                                                          |
| Principat d'Astúries | 1    | Real Sporting de Gijón                                           |
| Regió de Múrcia      | 1    | Real Murcia CF                                                   |

### Canvis d'entrenadors
| Equip                         | Entrenador (jornades)                                                     |
| ----------------------------- | ------------------------------------------------------------------------- |
| Real Sporting de Gijón        | Manolo Sánchez (1-9) José Ramón Sandoval (10-42)                          |
| Hèrcules CF                   | Juan Carlos Mandiá (1-10) Quique Hernández (11-42)                        |
| SD Huesca                     | Antonio Calderón (1-17) Ángel Royo (18-19) Jorge D'Alessandro (20-42)     |
| Real Racing Club de Santander | Fabri González (1-17) José Aurelio Gay (18-28) Alejandro Menéndez (29-42) |
| Vila-real CF                  | Julio Velázquez (1-21) Marcelino García Toral (22-42)                     |
| Real Murcia CF                | Gustavo Siviero (1-24) Onésimo Sánchez (25-42)                            |
| Xerez CD                      | Esteban Vigo (1-26) Carlos Ríos (27-42)                                   |
| Còrdova CF                    | Rafa Berges (1-33) Juan Esnáider (34-42)                                  |

## Classificació
|         |     | Equips                       | PJ | G  | E  | P  | GF | GC | Dif | Pts |
| ------- | --- | ---------------------------- | -- | -- | -- | -- | -- | -- | --- | --- |
| Ascens  | 1.  | Elx CF (A) (C)               | 42 | 23 | 13 | 6  | 54 | 27 | 27  | 82  |
| Ascens  | 2.  | Vila-real CF (A)             | 42 | 21 | 14 | 7  | 69 | 38 | 31  | 77  |
| Ascens  | 3.  | UD Almería (Q) (A)           | 42 | 22 | 8  | 12 | 72 | 51 | 21  | 74  |
|         | 4.  | Girona FC (Q)                | 42 | 21 | 8  | 13 | 74 | 56 | 18  | 71  |
|         | 5.  | AD Alcorcón (Q)              | 42 | 21 | 6  | 15 | 57 | 55 | 2   | 69  |
|         | 6.  | UD Las Palmas (Q)            | 42 | 18 | 12 | 12 | 62 | 55 | 7   | 66  |
|         | 7.  | SD Ponferradina              | 42 | 19 | 8  | 15 | 59 | 52 | 7   | 66  |
|         | 8.  | Reial Madrid Castella CF     | 42 | 17 | 8  | 17 | 80 | 62 | 18  | 59  |
|         | 9.  | FC Barcelona B               | 42 | 15 | 12 | 15 | 76 | 71 | 5   | 57  |
|         | 10. | Real Sporting de Gijón       | 42 | 15 | 11 | 16 | 60 | 53 | 7   | 56  |
|         | 11. | CD Lugo                      | 42 | 15 | 11 | 16 | 46 | 54 | -8  | 56  |
|         | 12. | CD Numancia de Sòria         | 42 | 13 | 16 | 13 | 53 | 55 | -2  | 55  |
|         | 13. | RC Recreativo de Huelva      | 42 | 15 | 9  | 18 | 46 | 57 | -11 | 54  |
|         | 14. | Còrdova CF                   | 42 | 15 | 9  | 18 | 55 | 55 | 0   | 54  |
|         | 15. | CD Mirandés                  | 42 | 13 | 13 | 16 | 35 | 51 | -16 | 52  |
|         | 16. | CE Sabadell FC               | 42 | 14 | 10 | 18 | 54 | 69 | -15 | 52  |
|         | 17. | Hèrcules CF                  | 42 | 13 | 11 | 18 | 43 | 53 | -10 | 50  |
| Descens | 18. | CD Guadalajara (D)           | 42 | 12 | 14 | 16 | 46 | 53 | -7  | 50  |
|         | 19. | Real Murcia CF               | 42 | 12 | 11 | 19 | 43 | 56 | -13 | 47  |
| Descens | 20. | Racing Club de Santander (D) | 42 | 12 | 10 | 20 | 38 | 51 | -13 | 46  |
| Descens | 21. | SD Huesca (D)                | 42 | 11 | 12 | 19 | 46 | 58 | -12 | 45  |
| Descens | 22. | Xerez CD (D)                 | 42 | 7  | 9  | 26 | 38 | 74 | -36 | 30  |

Font: Liga de Fútbol Profesional
Pts. = Punts; P. J. = Partits jugats; G. = Partits guanyats; E. = Partits empatats; P. = Partits perduts; G. F. = Gols a favor; G. C. = Gols en contra; Dif. = Diferència de gols
1. ↑  A falta d'una jornada, el Club Deportivo Guadalajara és descendit administrativament per la LFP. El Guadalajara recorrerà la sanció.

|  | Ascendeix a Primera divisió 2013/14   |
|  | Classificat pel play-off d'ascens     |
|  | Descendeix a Segona divisió B 2013-14 |

| (C) Matemàticament campió      |
| (A) Matemàticament ascendit    |
| (Q) Matemàticament classificat |
| (D) Matemàticament descendit   |

## Evolució de la classificació
| Equip / Jornada |    |    |    |    |    |    |    |    |    |    |    |    |    |    |    |    |    |    |    |    |    |    |    |    |    |    |    |    |    |    |    |    |    |    |    |    |    |    |    |    |    |    |
| Equip / Jornada | 1  | 2  | 3  | 4  | 5  | 6  | 7  | 8  | 9  | 10 | 11 | 12 | 13 | 14 | 15 | 16 | 17 | 18 | 19 | 20 | 21 | 22 | 23 | 24 | 25 | 26 | 27 | 28 | 29 | 30 | 31 | 32 | 33 | 34 | 35 | 36 | 37 | 38 | 39 | 40 | 41 | 42 |
| --------------- | -- | -- | -- | -- | -- | -- | -- | -- | -- | -- | -- | -- | -- | -- | -- | -- | -- | -- | -- | -- | -- | -- | -- | -- | -- | -- | -- | -- | -- | -- | -- | -- | -- | -- | -- | -- | -- | -- | -- | -- | -- | -- |
| Elx CF          | 1  | 1  | 1  | 1  | 1  | 1  | 1  | 1  | 1  | 1  | 1  | 1  | 1  | 1  | 1  | 1  | 1  | 1  | 1  | 1  | 1  | 1  | 1  | 1  | 1  | 1  | 1  | 1  | 1  | 1  | 1  | 1  | 1  | 1  | 1  | 1  | 1  | 1  | 1  | 1  | 1  | 1  |
| Vila-real CF    | 5  | 9  | 5  | 2  | 2  | 2  | 2  | 3  | 3  | 6  | 5  | 5  | 5  | 4  | 5  | 5  | 5  | 5  | 5  | 6  | 7  | 10 | 8  | 9  | 7  | 6  | 7  | 5  | 5  | 5  | 5  | 4  | 3  | 4  | 4  | 4  | 4  | 3  | 2  | 2  | 2  | 2  |
| Almería         | 4  | 2  | 2  | 3  | 3  | 3  | 4  | 2  | 2  | 2  | 2  | 2  | 3  | 3  | 2  | 2  | 2  | 3  | 4  | 4  | 3  | 2  | 2  | 2  | 2  | 2  | 2  | 2  | 2  | 3  | 4  | 3  | 2  | 5  | 5  | 5  | 5  | 4  | 3  | 3  | 3  | 3  |
| Girona FC       | 12 | 3  | 3  | 4  | 4  | 6  | 5  | 4  | 4  | 5  | 4  | 3  | 2  | 2  | 3  | 4  | 3  | 2  | 2  | 3  | 2  | 3  | 3  | 3  | 4  | 4  | 3  | 4  | 4  | 4  | 3  | 5  | 4  | 2  | 2  | 3  | 2  | 2  | 4  | 4  | 4  | 4  |
| Alcorcón        | 10 | 16 | 11 | 6  | 5  | 7  | 7  | 9  | 6  | 4  | 3  | 4  | 4  | 5  | 4  | 3  | 4  | 4  | 3  | 2  | 4  | 4  | 4  | 4  | 3  | 3  | 4  | 3  | 3  | 2  | 2  | 2  | 5  | 3  | 3  | 2  | 3  | 5  | 5  | 5  | 5  | 5  |
| UD Las Palmas   | 7  | 7  | 10 | 16 | 18 | 19 | 17 | 19 | 20 | 19 | 17 | 15 | 12 | 12 | 8  | 8  | 7  | 9  | 7  | 8  | 6  | 6  | 7  | 7  | 8  | 7  | 9  | 8  | 7  | 6  | 6  | 6  | 6  | 6  | 6  | 6  | 6  | 6  | 6  | 7  | 6  | 6  |
| Ponferradina    | 20 | 13 | 16 | 17 | 19 | 20 | 16 | 14 | 16 | 18 | 14 | 18 | 18 | 15 | 13 | 11 | 8  | 7  | 6  | 7  | 8  | 9  | 11 | 10 | 11 | 11 | 11 | 10 | 8  | 8  | 7  | 7  | 7  | 7  | 7  | 7  | 7  | 7  | 7  | 6  | 7  | 7  |
| Castella        | 16 | 12 | 15 | 11 | 12 | 11 | 13 | 11 | 7  | 9  | 10 | 12 | 13 | 13 | 15 | 15 | 14 | 15 | 16 | 17 | 16 | 16 | 16 | 14 | 13 | 14 | 13 | 15 | 15 | 15 | 15 | 15 | 15 | 14 | 10 | 11 | 10 | 12 | 10 | 9  | 8  | 8  |
| FC Barcelona B  | 15 | 18 | 14 | 9  | 6  | 4  | 6  | 7  | 5  | 3  | 6  | 6  | 8  | 10 | 6  | 6  | 6  | 6  | 8  | 5  | 5  | 5  | 5  | 5  | 6  | 9  | 5  | 6  | 6  | 7  | 8  | 9  | 8  | 8  | 8  | 8  | 8  | 8  | 8  | 8  | 9  | 9  |
| Sporting        | 22 | 21 | 19 | 20 | 21 | 18 | 20 | 17 | 17 | 16 | 12 | 14 | 16 | 18 | 17 | 16 | 17 | 16 | 14 | 15 | 15 | 14 | 14 | 15 | 14 | 15 | 15 | 12 | 13 | 12 | 10 | 10 | 11 | 9  | 9  | 10 | 12 | 10 | 9  | 10 | 10 | 10 |
| Lugo            | 6  | 8  | 8  | 10 | 13 | 15 | 14 | 16 | 12 | 13 | 16 | 13 | 14 | 16 | 16 | 17 | 16 | 13 | 12 | 13 | 11 | 12 | 10 | 12 | 12 | 13 | 12 | 14 | 14 | 13 | 12 | 11 | 10 | 11 | 13 | 12 | 13 | 13 | 16 | 13 | 11 | 11 |
| Numancia        | 2  | 4  | 7  | 8  | 11 | 10 | 9  | 8  | 10 | 12 | 15 | 17 | 15 | 14 | 12 | 10 | 13 | 14 | 13 | 9  | 12 | 13 | 13 | 13 | 15 | 12 | 14 | 13 | 12 | 11 | 13 | 12 | 13 | 13 | 14 | 14 | 15 | 15 | 14 | 12 | 14 | 12 |
| Recreativo      | 21 | 14 | 12 | 7  | 10 | 8  | 10 | 10 | 11 | 8  | 7  | 7  | 6  | 7  | 9  | 13 | 12 | 11 | 10 | 10 | 13 | 11 | 12 | 11 | 9  | 8  | 10 | 11 | 11 | 14 | 14 | 13 | 14 | 15 | 15 | 13 | 14 | 14 | 17 | 14 | 13 | 13 |
| Córdoba         | 11 | 5  | 6  | 13 | 16 | 12 | 15 | 12 | 14 | 11 | 11 | 8  | 7  | 9  | 11 | 12 | 11 | 10 | 11 | 12 | 10 | 8  | 6  | 6  | 5  | 5  | 8  | 9  | 10 | 9  | 9  | 8  | 9  | 10 | 11 | 9  | 9  | 9  | 11 | 11 | 12 | 14 |
| Mirandès        | 19 | 20 | 13 | 15 | 15 | 17 | 19 | 20 | 21 | 21 | 21 | 20 | 20 | 20 | 20 | 20 | 22 | 19 | 19 | 20 | 20 | 19 | 18 | 16 | 17 | 19 | 19 | 18 | 18 | 18 | 18 | 18 | 19 | 17 | 18 | 18 | 18 | 18 | 18 | 18 | 18 | 15 |
| Sabadell        | 14 | 15 | 18 | 12 | 8  | 5  | 3  | 6  | 9  | 10 | 9  | 11 | 9  | 6  | 7  | 7  | 9  | 8  | 9  | 11 | 9  | 7  | 9  | 8  | 10 | 10 | 6  | 7  | 9  | 10 | 11 | 14 | 12 | 12 | 12 | 15 | 11 | 11 | 12 | 15 | 15 | 16 |
| Hèrcules        | 17 | 19 | 22 | 18 | 20 | 21 | 21 | 21 | 19 | 20 | 20 | 21 | 22 | 21 | 22 | 22 | 21 | 22 | 22 | 22 | 22 | 21 | 21 | 20 | 20 | 20 | 21 | 21 | 21 | 21 | 20 | 19 | 20 | 19 | 17 | 17 | 17 | 16 | 13 | 16 | 16 | 17 |
| Guadalajara     | 9  | 17 | 21 | 22 | 22 | 22 | 22 | 22 | 22 | 22 | 22 | 22 | 21 | 22 | 21 | 21 | 18 | 18 | 18 | 18 | 17 | 17 | 17 | 18 | 16 | 16 | 17 | 17 | 16 | 16 | 16 | 16 | 16 | 16 | 16 | 16 | 16 | 17 | 15 | 17 | 17 | 18 |
| Reial Múrcia    | 13 | 6  | 4  | 5  | 9  | 14 | 8  | 5  | 8  | 7  | 8  | 9  | 10 | 8  | 10 | 9  | 10 | 12 | 15 | 14 | 14 | 15 | 15 | 17 | 18 | 17 | 16 | 16 | 17 | 17 | 17 | 17 | 17 | 18 | 19 | 19 | 19 | 19 | 19 | 21 | 20 | 19 |
| Racing          | 18 | 22 | 20 | 21 | 17 | 13 | 12 | 15 | 15 | 14 | 18 | 16 | 17 | 19 | 19 | 19 | 20 | 21 | 21 | 19 | 21 | 22 | 22 | 22 | 21 | 21 | 20 | 20 | 19 | 19 | 21 | 21 | 18 | 21 | 21 | 21 | 21 | 20 | 20 | 19 | 21 | 20 |
| Huesca          | 8  | 10 | 9  | 14 | 7  | 9  | 11 | 13 | 13 | 15 | 19 | 19 | 19 | 17 | 18 | 18 | 19 | 20 | 20 | 21 | 19 | 20 | 19 | 19 | 19 | 18 | 18 | 19 | 20 | 20 | 19 | 20 | 21 | 20 | 20 | 20 | 20 | 21 | 21 | 20 | 19 | 21 |
| Xerez           | 3  | 11 | 17 | 19 | 14 | 16 | 18 | 18 | 18 | 17 | 13 | 10 | 11 | 11 | 14 | 14 | 15 | 17 | 17 | 16 | 18 | 18 | 20 | 21 | 22 | 22 | 22 | 22 | 22 | 22 | 22 | 22 | 22 | 22 | 22 | 22 | 22 | 22 | 22 | 22 | 22 | 22 |

## Resultats
Els horaris corresponen a al CET (Hora Central Europea) UTC+1 en horari
estàndard i UTC+2 en horari d'estiu.

### Primera Volta
| CD Mirandés                   | 0 - 1 | S. D. Huesca               | Anduva                 | 17 d'agost | 19:00 | Canal+ 1 i Canal+ 1 HD |
| FC Barcelona B                | 4 - 5 | UD Almería                 | Mini Estadi            | 17 d'agost | 19:00 | Esport3                |
| Vila-real CF                  | 3 - 1 | Real Madrid Castella CF    | El Madrigal            | 17 d'agost | 21:00 | Marca TV               |
| Girona FC                     | 0 - 0 | C. E. Sabadell FC          | Montilivi              | 18 d'agost | 19:00 | Esport3                |
| CD Lugo                       | 1 - 0 | Hércules CF                | Anxo Carro             | 18 d'agost | 19:00 | Marca TV               |
| Xerez C. D.                   | 2 - 0 | R. C. Recreativo de Huelva | Chapín                 | 18 d'agost | 21:00 | Marca TV               |
| Real Racing Club de Santander | 0 - 1 | UD Las Palmas              | El Sardinero           | 19 d'agost | 19:00 | Marca TV               |
| CD Numancia de Soria          | 2 - 0 | Real Sporting de Gijón     | Los Pajaritos          | 19 d'agost | 19:00 | Canal Telecable        |
| A. D. Alcorcón                | 1 - 1 | CD Guadajalara             | Santo Domingo          | 19 d'agost | 21:00 | —                      |
| Elx CF                        | 4 - 2 | SD Ponferradina            | Manuel Martínez Valero | 19 d'agost | 21:00 | —                      |
| Real Murcia CF                | 0 - 0 | Córdoba CF                 | Nueva Condomina        | 20 d'agost | 21:00 | —                      |

| UD Almería                 | 2 - 1 | Xerez C. D.                   | Juegos Mediterráneos | 24 d'agost | 21:00 | Marca TV               |
| C. E. Sabadell FC          | 0 - 0 | Vila-real CF                  | Nova Creu Alta       | 25 d'agost | 19:00 | Esport3                |
| CD Guadalajara             | 1 - 5 | Girona FC                     | Pedro Escartín       | 25 d'agost | 19:00 | —                      |
| SD Ponferradina            | 2 - 0 | A. D. Alcorcón                | El Toralín           | 25 d'agost | 19:00 | —                      |
| UD Las Palmas              | 1 - 1 | CD Lugo                       | Gran Canaria         | 25 d'agost | 19:00 | —                      |
| Real Sporting de Gijón     | 2 - 3 | Real Murcia CF                | El Molinón           | 25 d'agost | 19:00 | Marca TV               |
| S. D. Huesca               | 1 - 1 | CD Numancia de Soria          | El Alcoraz           | 25 d'agost | 19:00 | —                      |
| R. C. Recreativo de Huelva | 1 - 0 | CD Mirandés                   | Nuevo Colombino      | 25 d'agost | 19:00 | —                      |
| Real Madrid Castella CF    | 3 - 2 | FC Barcelona B                | Alfredo Di Stéfano   | 25 d'agost | 21:00 | Canal+ 1 i Canal+ 1 HD |
| Hércules CF                | 1 - 2 | Elx CF                        | José Rico Pérez      | 26 d'agost | 20:00 | Marca TV               |
| Córdoba CF                 | 2 - 0 | Real Racing Club de Santander | Nuevo Arcángel       | 26 d'agost | 22:00 | Marca TV               |

| Girona FC                     | 1 - 0 | SD Ponferradina             | Montilivi              | 1 de setembre | 18:00 | Esport3                |
| Elx CF                        | 3 - 1 | UD Las Palmas               | Manuel Martínez Valero | 1 de setembre | 18:00 | —                      |
| CD Lugo                       | 1 - 1 | Córdoba CF                  | Anxo Carro             | 1 de setembre | 18:00 | —                      |
| Real Murcia CF                | 2 - 1 | S. D. Huesca                | Nueva Condomina        | 1 de setembre | 18:00 | —                      |
| CD Numancia de Soria          | 0 - 0 | R. C. Recreativo de Huelva  | Los Pajaritos          | 1 de setembre | 18:00 | —                      |
| Xerez C. D.                   | 0 - 4 | CD Mirandés                 | Chapín                 | 1 de setembre | 18:00 | —                      |
| Vila-real CF                  | 2 - 1 | CD Guadalajara              | El Madrigal            | 1 de setembre | 20:00 | Marca TV               |
| UD Almería                    | 1 - 0 | Reial Madrid Castella C. F. | Juegos Mediterráneos   | 1 de setembre | 22:00 | Marca TV               |
| Real Racing Club de Santander | 0 - 0 | Real Sporting de Gijón      | El Sardinero           | 2 de setembre | 12:00 | Canal+ 1 i Canal+ 1 HD |
| A. D. Alcorcón                | 1 - 0 | Hércules CF                 | Santo Domingo          | 2 de setembre | 16:00 | Marca TV               |
| FC Barcelona B                | 2 - 0 | C. E. Sabadell FC           | Mini Estadi            | 2 de setembre | 18:00 | Esport3                |

| R. C. Recreativo de Huelva  | 3 - 2 | Real Murcia CF                | Nuevo Colombino    | 8 de setembre | 16:00 | Marca TV               |
| C. E. Sabadell FC           | 3 - 0 | UD Almería                    | Nova Creu Alta     | 8 de setembre | 18:00 | Esport3                |
| CD Guadalajara              | 0 - 1 | FC Barcelona B                | Pedro Escartín     | 8 de setembre | 18:00 | —                      |
| SD Ponferradina             | 0 - 1 | Vila-real CF                  | El Toralín         | 8 de setembre | 18:00 | —                      |
| CD Mirandés                 | 0 - 0 | CD Numancia de Soria          | Anduva             | 8 de setembre | 18:00 | —                      |
| UD Las Palmas               | 1 - 3 | A. D. Alcorcón                | Gran Canaria       | 8 de setembre | 20:00 | —                      |
| Hércules CF                 | 2 - 1 | Girona FC                     | José Rico Pérez    | 8 de setembre | 20:00 | —                      |
| Reial Madrid Castella C. F. | 3 - 2 | Xerez C. D.                   | Alfredo Di Stéfano | 8 de setembre | 22:00 | Marca TV               |
| Córdoba CF                  | 0 - 1 | Elx CF                        | Nuevo Arcángel     | 9 de setembre | 12:00 | Canal+ 1 i Canal+ 1 HD |
| Real Sporting de Gijón      | 1 - 1 | CD Lugo                       | El Molinón         | 9 de setembre | 18:00 | —                      |
| S. D. Huesca                | 1 - 1 | Real Racing Club de Santander | El Alcoraz         | 9 de setembre | 18:00 | Marca TV               |

| Reial Madrid Castella C. F.   | 2 - 3 | C. E. Sabadell FC          | Alfredo Di Stéfano     | 14 de setembre | 21:00 | Marca TV               |
| UD Almería                    | 4 - 0 | CD Guadalajara             | Juegos Mediterráneos   | 15 de setembre | 18:00 | —                      |
| FC Barcelona B                | 2 - 1 | SD Ponferradina            | Mini Estadi            | 15 de setembre | 18:00 | Esport3                |
| A. D. Alcorcón                | 2 - 1 | Córdoba CF                 | Santo Domingo          | 15 de setembre | 18:00 | —                      |
| Elx CF                        | 2 - 1 | Real Sporting de Gijón     | Manuel Martínez Valero | 15 de setembre | 18:00 | Canal Telecable        |
| CD Lugo                       | 2 - 4 | SD Huesca                  | Anxo Carro             | 15 de setembre | 18:00 | —                      |
| Real Racing Club de Santander | 3 - 0 | R. C. Recreativo de Huelva | El Sardinero           | 15 de setembre | 18:00 | Marca TV               |
| Xerez C. D.                   | 2 - 0 | CD Numancia de Soria       | Chapín                 | 15 de setembre | 18:00 | —                      |
| Real Murcia CF                | 2 - 2 | CD Mirandés                | Nueva Condomina        | 15 de setembre | 20:00 | Marca TV               |
| Girona FC                     | 5 - 0 | UD Las Palmas              | Montilivi              | 16 de setembre | 12:00 | —                      |
| Vila-real CF                  | 1 - 0 | Hércules CF                | El Madrigal            | 16 de setembre | 20:30 | Canal+ 1 i Canal+ 1 HD |

| Hércules CF                | 0 - 3 | FC Barcelona B                | José Rico Pérez | 22 de setembre | 16:00 | Marca TV               |
| C. E. Sabadell FC          | 3 - 0 | Xerez C. D.                   | Nova Creu Alta  | 22 de setembre | 18:00 | Esport3                |
| SD Ponferradina            | 2 - 2 | UD Almería                    | El Toralín      | 22 de setembre | 18:00 | —                      |
| UD Las Palmas              | 2 - 2 | Vila-real CF                  | Gran Canaria    | 22 de setembre | 18:00 | Marca TV               |
| Real Sporting de Gijón     | 2 - 1 | A. D. Alcorcón                | El Molinón      | 22 de setembre | 18:00 | —                      |
| S. D. Huesca               | 0 - 0 | Elx CF                        | El Alcoraz      | 22 de setembre | 18:00 | —                      |
| R. C. Recreativo de Huelva | 3 - 0 | CD Lugo                       | Nuevo Colombino | 22 de setembre | 18:00 | —                      |
| CD Mirandés                | 0 - 1 | Real Racing Club de Santander | Anduva          | 22 de setembre | 18:00 | —                      |
| CD Guadalajara             | 3 - 4 | Reial Madrid Castella C. F.   | Pedro Escartín  | 22 de setembre | 20:00 | Marca TV               |
| Córdoba CF                 | 2 - 0 | Girona FC                     | Nuevo Arcángel  | 22 de setembre | 22:00 | Marca TV               |
| CD Numancia de Soria       | 1 - 0 | Real Murcia CF                | Los Pajaritos   | 23 de setembre | 12:00 | Canal+ 1 i Canal+ 1 HD |

| Reial Madrid Castella C. F.   | 1 - 2 | SD Ponferradina            | Alfredo Di Stéfano     | 28 de setembre | 21:00 | Marca TV               |
| Girona FC                     | 3 - 1 | Real Sporting de Gijón     | Montilivi              | 29 de setembre | 16:00 | Esport3                |
| FC Barcelona B                | 1 - 1 | UD Las Palmas              | Mini Estadi            | 29 de setembre | 18:00 | Esport3                |
| Vila-real CF                  | 2 - 0 | Córdoba CF                 | El Madrigal            | 29 de setembre | 18:00 | Marca TV               |
| A. D. Alcorcón                | 1 - 0 | S. D. Huesca               | Santo Domingo          | 29 de setembre | 18:00 | —                      |
| CD Lugo                       | 2 - 0 | CD Mirandés                | Anxo Carro             | 29 de setembre | 18:00 | —                      |
| Real Racing Club de Santander | 1 - 1 | CD Numancia de Soria       | El Sardinero           | 29 de setembre | 18:00 | —                      |
| Xerez C. D.                   | 0 - 3 | Real Murcia CF             | Chapín                 | 29 de setembre | 18:00 | —                      |
| C. E. Sabadell FC             | 2 - 1 | CD Guadalajara             | Nova Creu Alta         | 29 de setembre | 20:00 | Esport3                |
| Elx CF                        | 3 - 0 | R. C. Recreativo de Huelva | Manuel Martínez Valero | 29 de setembre | 20:00 | Marca TV               |
| UD Almería                    | 0 - 0 | Hércules CF                | Juegos Mediterráneos   | 30 de setembre | 20:30 | Canal+ 1 i Canal+ 1 HD |

| CD Guadalajara             | 1 - 1 | Xerez C. D.                   | Pedro Escartín  | 6 d'octubre | 18:00 | —                      |
| SD Ponferradina            | 3 - 1 | C. E. Sabadell FC             | El Toralín      | 6 d'octubre | 18:00 | —                      |
| Córdoba CF                 | 2 - 1 | FC Barcelona B                | Nuevo Arcángel  | 6 d'octubre | 18:00 | —                      |
| S. D. Huesca               | 0 - 0 | Girona FC                     | El Alcoraz      | 6 d'octubre | 18:00 | Esport3                |
| R. C. Recreativo de Huelva | 4 - 2 | A. D. Alcorcón                | Nuevo Colombino | 6 d'octubre | 18:00 | —                      |
| CD Mirandés                | 1 - 2 | Elx CF                        | Anduva          | 6 d'octubre | 18:00 | Marca TV               |
| CD Numancia de Soria       | 3 - 0 | CD Lugo                       | Los Pajaritos   | 6 d'octubre | 18:00 | —                      |
| UD Las Palmas              | 1 - 2 | UD Almería                    | Gran Canaria    | 6 d'octubre | 18:30 | —                      |
| Real Murcia CF             | 1 - 0 | Real Racing Club de Santander | Nueva Condomina | 6 d'octubre | 20:00 | Marca TV               |
| Real Sporting de Gijón     | 2 - 0 | Vila-real CF                  | El Molinón      | 7 d'octubre | 12:00 | Canal+ 1 i Canal+ 1 HD |
| Hércules CF                | 2 - 4 | Reial Madrid Castella C. F.   | José Rico Pérez | 8 d'octubre | 21:30 | Marca TV               |

| CD Guadalajara              | 2 - 0 | SD Ponferradina               | Pedro Escartín         | 13 d'octubre | 18:00 | —                      |
| FC Barcelona B              | 3 - 0 | Real Sporting de Gijón        | Mini Estadi            | 13 d'octubre | 18:00 | Esport3                |
| A. D. Alcorcón              | 4 - 0 | CD Mirandés                   | Santo Domingo          | 13 d'octubre | 18:00 | —                      |
| CD Lugo                     | 2 - 1 | Real Murcia CF                | Anxo Carro             | 13 d'octubre | 18:00 | —                      |
| Xerez C. D.                 | 1 - 1 | Real Racing Club de Santander | Chapín                 | 13 d'octubre | 18:00 | —                      |
| Vila-real CF                | 1 - 1 | S. D. Huesca                  | El Madrigal            | 13 d'octubre | 21:00 | Marca TV               |
| Elx CF                      | 4 - 0 | CD Numancia de Soria          | Manuel Martínez Valero | 14 d'octubre | 12:00 | Marca TV               |
| C. E. Sabadell FC           | 1 - 2 | Hércules CF                   | Nova Creu Alta         | 14 d'octubre | 17:00 | Esport3                |
| Girona FC                   | 5 - 2 | R. C. Recreativo de Huelva    | Montilivi              | 14 d'octubre | 19:00 | Esport3                |
| UD Almería                  | 3 - 0 | Córdoba CF                    | Juegos Mediterráneos   | 14 d'octubre | 20:30 | Canal+ 1 i Canal+ 1 HD |
| Reial Madrid Castella C. F. | 3 - 2 | UD Las Palmas                 | Alfredo Di Stéfano     | 15 d'octubre | 21:00 | Marca TV               |

| Córdoba CF                    | 1 - 0 | Reial Madrid Castella C. F. | Nuevo Arcángel  | 20 d'octubre | 16:00 | Marca TV               |
| SD Ponferradina               | 0 - 1 | Xerez C. D.                 | El Toralín      | 20 d'octubre | 18:00 | —                      |
| Hércules CF                   | 0 - 0 | CD Guadalajara              | José Rico Pérez | 20 d'octubre | 18:00 | —                      |
| Real Sporting de Gijón        | 2 - 1 | UD Almería                  | El Molinón      | 20 d'octubre | 18:00 | —                      |
| CD Mirandés                   | 1 - 1 | Girona FC                   | Anduva          | 20 d'octubre | 18:00 | —                      |
| CD Numancia de Soria          | 0 - 1 | A. D. Alcorcón              | Los Pajaritos   | 20 d'octubre | 18:00 | —                      |
| Real Racing Club de Santander | 0 - 0 | CD Lugo                     | El Sardinero    | 21 d'octubre | 12:00 | Marca TV               |
| R. C. Recreativo de Huelva    | 2 - 0 | Vila-real CF                | Nuevo Colombino | 21 d'octubre | 18:00 | Marca TV               |
| UD Las Palmas                 | 1 - 0 | C. E. Sabadell FC           | Gran Canaria    | 21 d'octubre | 19:00 | —                      |
| Real Murcia CF                | 1 - 0 | Elx CF                      | Nueva Condomina | 21 d'octubre | 20:30 | Canal+ 1 i Canal+ 1 HD |
| S. D. Huesca                  | 1 - 4 | FC Barcelona B              | El Alcoraz      | 31 d'octubre | 20:00 | Esport3                |

| FC Barcelona B              | 2 - 3 | R. C. Recreativo de Huelva    | Mini Estadi            | 26 d'octubre | 21:00 | Esport3                |
| UD Almería                  | 1 - 0 | S. D. Huesca                  | Juegos Mediterráneos   | 27 d'octubre | 16:00 | Marca TV               |
| CD Guadalajara              | 2 - 3 | UD Las Palmas                 | Pedro Escartín         | 27 d'octubre | 18:00 | —                      |
| C. E. Sabadell FC           | 1 - 1 | Córdoba CF                    | Nova Creu Alta         | 27 d'octubre | 18:00 | Esport3                |
| Vila-real CF                | 2 - 0 | CD Mirandés                   | El Madrigal            | 27 d'octubre | 18:00 | Marca TV               |
| Reial Madrid Castella C. F. | 2 - 4 | Real Sporting de Gijón        | Alfredo Di Stéfano     | 28 d'octubre | 12:00 | Canal+ 1 i Canal+ 1 HD |
| SD Ponferradina             | 1 - 0 | Hércules CF                   | El Toralín             | 28 d'octubre | 18:00 | —                      |
| Girona FC                   | 3 - 1 | CD Numancia de Soria          | Montilivi              | 28 d'octubre | 18:00 | —                      |
| A. D. Alcorcón              | 1 - 0 | Real Murcia CF                | Santo Domingo          | 28 d'octubre | 18:00 | —                      |
| Elx CF                      | 1 - 0 | Real Racing Club de Santander | Manuel Martínez Valero | 28 d'octubre | 18:00 | Marca TV               |
| Xerez C. D.                 | 1 - 0 | CD Lugo                       | Chapín                 | 28 d'octubre | 18:00 | —                      |

| CD Mirandés                   | 3 - 0 | FC Barcelona B              | Anduva          | 3 de novembre | 16:00 | Esport3                |
| CD Numancia de Soria          | 1 - 1 | Vila-real CF                | Los Pajaritos   | 3 de novembre | 16:00 | Marca TV               |
| Real Murcia CF                | 0 - 1 | Girona FC                   | Nueva Condomina | 3 de novembre | 18:00 | —                      |
| Real Racing Club de Santander | 2 - 1 | A. D. Alcorcón              | El Sardinero    | 3 de novembre | 18:00 | —                      |
| Hércules CF                   | 1 - 5 | Xerez C. D.                 | José Rico Pérez | 4 de novembre | 12:00 | —                      |
| Córdoba CF                    | 1 - 0 | CD Guadalajara              | Nuevo Arcángel  | 4 de novembre | 12:00 | —                      |
| S. D. Huesca                  | 2 - 2 | Reial Madrid Castella C. F. | El Alcoraz      | 4 de novembre | 12:00 | Marca TV               |
| CD Lugo                       | 1 - 0 | Elx CF                      | Anxo Carro      | 4 de novembre | 18:00 | Marca TV               |
| UD Las Palmas                 | 1 - 0 | SD Ponferradina             | Gran Canaria    | 4 de novembre | 18:00 | Televisión Canaria     |
| Real Sporting de Gijón        | 0 - 0 | C. E. Sabadell FC           | El Molinón      | 4 de novembre | 20:00 | Marca TV               |
| R. C. Recreativo de Huelva    | 0 - 2 | UD Almería                  | Nuevo Colombino | 4 de novembre | 20:30 | Canal+ 1 i Canal+ 1 HD |

| Girona FC                   | 1 - 0 | Real Racing Club de Santander | Montilivi            | 10 de novembre | 16:00 | Esport3                |
| CD Guadalajara              | 2 - 1 | Real Sporting de Gijón        | Pedro Escartín       | 10 de novembre | 18:00 | —                      |
| FC Barcelona B              | 3 - 3 | CD Numancia de Soria          | Mini Estadi          | 10 de novembre | 18:00 | Esport3                |
| C. E. Sabadell FC           | 1 - 0 | S. D. Huesca                  | Nova Creu Alta       | 10 de novembre | 20:00 | Esport3                |
| Xerez C. D.                 | 0 - 0 | Elx CF                        | Chapín               | 10 de novembre | 21:30 | Marca TV               |
| Hércules CF                 | 0 - 2 | UD Las Palmas                 | José Rico Pérez      | 11 de novembre | 12:00 | Televisión Canaria     |
| Vila-real CF                | 1 - 1 | Real Murcia CF                | El Madrigal          | 11 de novembre | 12:00 | Canal+ 1 i Canal+ 1 HD |
| SD Ponferradina             | 3 - 5 | Córdoba CF                    | El Toralín           | 11 de novembre | 16:00 | —                      |
| UD Almería                  | 0 - 0 | CD Mirandés                   | Juegos Mediterráneos | 11 de novembre | 16:00 | Marca TV               |
| A. D. Alcorcón              | 2 - 1 | CD Lugo                       | Santo Domingo        | 11 de novembre | 16:00 | —                      |
| Reial Madrid Castella C. F. | 0 - 1 | R. C. Recreativo de Huelva    | Alfredo Di Stéfano   | 12 de novembre | 21:00 | Marca TV               |

| Real Sporting de Gijón        | 2 - 3 | SD Ponferradina             | El Molinón             | 16 de novembre | 21:00 | Marca TV               |
| Real Racing Club de Santander | 0 - 3 | Vila-real CF                | El Sardinero           | 17 de novembre | 16:00 | Marca TV               |
| Real Murcia CF                | 1 - 0 | FC Barcelona B              | Nueva Condomina        | 17 de novembre | 18:00 | Esport3                |
| CD Lugo                       | 1 - 2 | Girona FC                   | Anxo Carro             | 17 de novembre | 18:00 | —                      |
| UD Las Palmas                 | 1 - 1 | Xerez C. D.                 | Gran Canaria           | 17 de novembre | 19:00 | Televisión Canaria     |
| Córdoba CF                    | 1 - 2 | Hércules CF                 | Nuevo Arcángel         | 18 de novembre | 12:00 | —                      |
| R. C. Recreativo de Huelva    | 2 - 5 | C. E. Sabadell FC           | Nuevo Colombino        | 18 de novembre | 12:00 | —                      |
| Elx CF                        | 1 - 0 | A. D. Alcorcón              | Manuel Martínez Valero | 18 de novembre | 12:00 | Canal+ 1 i Canal+ 1 HD |
| S. D. Huesca                  | 2 - 1 | CD Guadalajara              | El Alcoraz             | 18 de novembre | 16:00 | —                      |
| CD Mirandés                   | 0 - 0 | Reial Madrid Castella C. F. | Anduva                 | 18 de novembre | 18:00 | —                      |
| CD Numancia de Soria          | 0 - 0 | UD Almería                  | Los Pajaritos          | 18 de novembre | 18:00 | Marca TV               |

| UD Las Palmas               | 3 - 0 | Córdoba CF                    | Gran Canaria         | 24 de novembre | 18:00 | Televisión Canaria     |
| Hércules CF                 | 1 - 1 | Real Sporting de Gijón        | José Rico Pérez      | 24 de novembre | 18:00 | —                      |
| CD Guadalajara              | 1 - 0 | R. C. Recreativo de Huelva    | Pedro Escartín       | 24 de novembre | 18:00 | —                      |
| Girona FC                   | 0 - 1 | Elx CF                        | Montilivi            | 24 de novembre | 18:00 | Esport3                |
| C. E. Sabadell FC           | 1 - 1 | CD Mirandés                   | Nova Creu Alta       | 24 de novembre | 20:00 | Esport3                |
| Vila-real CF                | 1 - 1 | CD Lugo                       | El Madrigal          | 24 de novembre | 20:00 | Marca TV               |
| FC Barcelona B              | 4 - 1 | Real Racing Club de Santander | Mini Estadi          | 25 de novembre | 12:00 | Canal+ 1 i Canal+ 1 HD |
| SD Ponferradina             | 2 - 1 | S. D. Huesca                  | El Toralín           | 25 de novembre | 17:00 | —                      |
| UD Almería                  | 3 - 2 | Real Murcia CF                | Juegos Mediterráneos | 25 de novembre | 17:00 | Marca TV               |
| Xerez C. D.                 | 2 - 4 | A. D. Alcorcón                | Chapín               | 25 de novembre | 17:00 | —                      |
| Reial Madrid Castella C. F. | 2 - 4 | CD Numancia de Soria          | Alfredo Di Stéfano   | 25 de novembre | 19:00 | Marca TV               |

| Real Murcia CF                | 0 - 0 | Reial Madrid Castella C. F. | Nueva Condomina        | 30 de novembre | 21:00 | Marca TV                     |
| Córdoba CF                    | 0 - 0 | Xerez C. D.                 | Nuevo Arcángel         | 1 de desembre  | 18:00 | Marca TV                     |
| Real Sporting de Gijón        | 1 - 1 | UD Las Palmas               | El Molinón             | 1 de desembre  | 18:00 | Televisión Canaria i +Q tele |
| CD Lugo                       | 1 - 2 | FC Barcelona B              | Anxo Carro             | 1 de desembre  | 18:00 | Esport3                      |
| R. C. Recreativo de Huelva    | 0 - 2 | SD Ponferradina             | Nuevo Colombino        | 2 de desembre  | 12:00 | —                            |
| Real Racing Club de Santander | 3 - 4 | UD Almería                  | El Sardinero           | 2 de desembre  | 12:00 | Marca TV                     |
| S. D. Huesca                  | 1 - 1 | Hércules CF                 | El Alcoraz             | 2 de desembre  | 17:00 | —                            |
| CD Mirandés                   | 0 - 0 | CD Guadalajara              | Anduva                 | 2 de desembre  | 17:00 | —                            |
| CD Numancia de Soria          | 2 - 1 | C. E. Sabadell FC           | Los Pajaritos          | 2 de desembre  | 17:00 | —                            |
| A. D. Alcorcón                | 4 - 1 | Girona FC                   | Santo Domingo          | 2 de desembre  | 17:00 | Esport3                      |
| Elx CF                        | 1 - 0 | Vila-real CF                | Manuel Martínez Valero | 2 de desembre  | 20:30 | Canal+ 1 i Canal+ 1 HD       |

| UD Las Palmas               | 4 - 0 | S. D. Huesca                  | Gran Canaria         | 8 de desembre | 18:00 | Televisión Canaria     |
| CD Guadalajara              | 5 - 1 | CD Numancia de Soria          | Pedro Escartín       | 8 de desembre | 18:00 | —                      |
| UD Almería                  | 0 - 1 | CD Lugo                       | Juegos Mediterráneos | 8 de desembre | 18:00 | Marca TV               |
| FC Barcelona B              | 1 - 1 | Elx CF                        | Mini Estadi          | 8 de desembre | 18:00 | Esport3                |
| C. E. Sabadell FC           | 2 - 2 | Real Murcia CF                | Nova Creu Alta       | 8 de desembre | 20:00 | Esport3                |
| Córdoba CF                  | 1 - 1 | Real Sporting de Gijón        | Nuevo Arcángel       | 9 de desembre | 12:00 | Canal+ 1 i Canal+ 1 HD |
| Hércules CF                 | 1 - 1 | R. C. Recreativo de Huelva    | José Rico Pérez      | 9 de desembre | 12:00 | —                      |
| SD Ponferradina             | 3 - 1 | CD Mirandés                   | El Toralín           | 9 de desembre | 17:00 | —                      |
| Vila-real CF                | 4 - 0 | A. D. Alcorcón                | El Madrigal          | 9 de desembre | 17:00 | Marca TV               |
| Xerez C. D.                 | 0 - 2 | Girona FC                     | Chapín               | 9 de desembre | 17:00 | —                      |
| Reial Madrid Castella C. F. | 4 - 0 | Real Racing Club de Santander | Alfredo Di Stéfano   | 9 de desembre | 19:00 | Marca TV               |

| CD Lugo                       | 3 - 2 | Reial Madrid Castella C. F. | Anxo Carro             | 14 de desembre | 21:00 | Marca TV               |
| S. D. Huesca                  | 1 - 3 | Córdoba CF                  | El Alcoraz             | 15 de desembre | 18:00 | Marca TV               |
| A. D. Alcorcón                | 1 - 1 | FC Barcelona B              | Santo Domingo          | 15 de desembre | 18:00 | Esport3                |
| Real Murcia CF                | 0 - 1 | CD Guadalajara              | Nueva Condomina        | 15 de desembre | 20:00 | Marca TV               |
| Girona FC                     | 2 - 0 | Vila-real CF                | Montilivi              | 15 de desembre | 20:00 | Esport3                |
| Real Racing Club de Santander | 0 - 1 | C. E. Sabadell FC           | El Sardinero           | 16 de desembre | 12:00 | —                      |
| Elx CF                        | 1 - 0 | UD Almería                  | Manuel Martínez Valero | 16 de desembre | 12:00 | Canal+ 1 i Canal+ 1 HD |
| Real Sporting de Gijón        | 3 - 0 | Xerez C. D.                 | El Molinón             | 16 de desembre | 17:00 | +Q tele                |
| R. C. Recreativo de Huelva    | 0 - 0 | UD Las Palmas               | Nuevo Colombino        | 16 de desembre | 17:00 | Televisión Canaria     |
| CD Mirandés                   | 3 - 2 | Hércules CF                 | Anduva                 | 16 de desembre | 17:00 | —                      |
| CD Numancia de Soria          | 0 - 1 | SD Ponferradina             | Los Pajaritos          | 16 de desembre | 17:00 | —                      |

| Xerez C. D.                 | 0 - 0 | Vila-real CF                  | Chapín               | 20 de desembre | 20:00 | Marca TV               |
| Reial Madrid Castella C. F. | 0 - 1 | Elx CF                        | Alfredo Di Stéfano   | 21 de desembre | 20:00 | Marca TV               |
| UD Almería                  | 0 - 1 | A. D. Alcorcón                | Juegos Mediterráneos | 21 de desembre | 22:00 | Marca TV               |
| Córdoba CF                  | 0 - 2 | R. C. Recreativo de Huelva    | Nuevo Arcángel       | 22 de desembre | 16:00 | Marca TV               |
| FC Barcelona B              | 4 - 4 | Girona FC                     | Mini Estadi          | 22 de desembre | 16:00 | Canal+ 1 i Canal+ 1 HD |
| Real Sporting de Gijón      | 1 - 0 | S. D. Huesca                  | El Molinón           | 22 de desembre | 18:00 | +Q tele                |
| UD Las Palmas               | 2 - 0 | CD Mirandés                   | Gran Canaria         | 22 de desembre | 18:00 | Televisión Canaria     |
| Hércules CF                 | 1 - 3 | CD Numancia de Soria          | José Rico Pérez      | 22 de desembre | 18:00 | —                      |
| SD Ponferradina             | 1 - 0 | Real Murcia CF                | El Toralín           | 22 de desembre | 18:00 | —                      |
| CD Guadalajara              | 1 - 1 | Real Racing Club de Santander | Pedro Escartín       | 22 de desembre | 18:00 | —                      |
| C. E. Sabadell FC           | 0 - 1 | CD Lugo                       | Nova Creu Alta       | 22 de desembre | 18:00 | Esport3                |

| R. C. Recreativo de Huelva    | 1 - 1 | Real Sporting de Gijón      | Nuevo Colombino        | 5 de gener | 18:00 | +Q tele                |
| Real Racing Club de Santander | 2 - 1 | SD Ponferradina             | El Sardinero           | 5 de gener | 18:00 | Marca TV               |
| Vila-real CF                  | 1 - 3 | FC Barcelona B              | El Madrigal            | 5 de gener | 18:00 | Esport3                |
| A. D. Alcorcón                | 3 - 2 | Reial Madrid Castella C. F. | Santo Domingo          | 5 de gener | 20:00 | Marca TV               |
| Girona FC                     | 0 - 1 | UD Almería                  | Montilivi              | 6 de gener | 12:00 | Canal+ 1 i Canal+ 1 HD |
| Real Murcia CF                | 2 - 1 | Hércules CF                 | Nueva Condomina        | 6 de gener | 12:00 | Marca TV               |
| Xerez C. D.                   | 1 - 1 | S. D. Huesca                | Chapín                 | 6 de gener | 17:00 | —                      |
| CD Mirandés                   | 0 - 0 | Córdoba CF                  | Anduva                 | 6 de gener | 17:00 | —                      |
| CD Numancia de Soria          | 3 - 0 | UD Las Palmas               | Los Pajaritos          | 6 de gener | 17:00 | Televisión Canaria     |
| CD Lugo                       | 0 - 0 | CD Guadalajara              | Anxo Carro             | 6 de gener | 17:00 | —                      |
| Elx CF                        | 3 - 2 | C. E. Sabadell FC           | Manuel Martínez Valero | 6 de gener | 17:00 | —                      |

| CD Guadalajara              | 0 - 0 | Elx CF                        | Pedro Escartín       | 12 de gener | 18:00 | Marca TV               |
| FC Barcelona B              | 4 - 2 | Xerez C. D.                   | Mini Estadi          | 12 de gener | 18:00 | Esport3                |
| UD Almería                  | 1 - 1 | Vila-real CF                  | Juegos Mediterráneos | 12 de gener | 20:00 | Canal+ 1 i Canal+ 1 HD |
| Real Sporting de Gijón      | 1 - 1 | CD Mirandés                   | El Molinón           | 13 de gener | 12:00 | +Q tele                |
| Reial Madrid Castella C. F. | 0 - 0 | Girona FC                     | Alfredo Di Stéfano   | 13 de gener | 12:00 | Marca TV               |
| Hércules CF                 | 2 - 0 | Real Racing Club de Santander | José Rico Pérez      | 13 de gener | 12:00 | —                      |
| S. D. Huesca                | 3 - 1 | R. C. Recreativo de Huelva    | El Alcoraz           | 13 de gener | 17:00 | —                      |
| SD Ponferradina             | 0 - 1 | CD Lugo                       | El Toralín           | 13 de gener | 17:00 | —                      |
| C. E. Sabadell FC           | 2 - 0 | A. D. Alcorcón                | Nova Creu Alta       | 13 de gener | 17:00 | Esport3                |
| Córdoba CF                  | 1 - 0 | CD Numancia de Soria          | Nuevo Arcángel       | 13 de gener | 19:00 | Marca TV               |
| UD Las Palmas               | 3 - 2 | Real Murcia CF                | Gran Canaria         | 13 de gener | 19:00 | Televisión Canaria     |

### Segona Volta
| C. E. Sabadell FC           | 4 - 1 | Girona FC                     | Nova Creu Alta       | 19 de gener | 18:00 | Esport3                |
| CD Guadalajara              | 3 - 0 | A. D. Alcorcón                | Pedro Escartín       | 19 de gener | 18:00 | —                      |
| UD Las Palmas               | 1 - 0 | Real Racing Club de Santander | Gran Canaria         | 19 de gener | 18:00 | Televisión Canaria     |
| Reial Madrid Castella C. F. | 5 - 0 | Vila-real CF                  | Alfredo Di Stéfano   | 19 de gener | 20:00 | Marca TV               |
| Hércules CF                 | 3 - 0 | CD Lugo                       | José Rico Pérez      | 20 de gener | 12:00 | —                      |
| Córdoba CF                  | 5 - 0 | Real Murcia CF                | Nuevo Arcángel       | 20 de gener | 12:00 | —                      |
| Real Sporting de Gijón      | 1 - 1 | CD Numancia de Soria          | El Molinón           | 20 de gener | 12:00 | Canal+ 1 i Canal+ 1 HD |
| R. C. Recreativo de Huelva  | 2 - 0 | Xerez C. D.                   | Nuevo Colombino      | 20 de gener | 12:00 | —                      |
| UD Almería                  | 2 - 2 | FC Barcelona B                | Juegos Mediterráneos | 20 de gener | 17:00 | Marca TV               |
| S. D. Huesca                | 0 - 1 | CD Mirandés                   | El Alcoraz           | 20 de gener | 17:00 | —                      |
| SD Ponferradina             | 1 - 1 | Elx CF                        | El Toralín           | 20 de gener | 19:00 | Marca TV               |

| Vila-real CF                  | 3 - 0 | C. E. Sabadell FC           | El Madrigal            | 25 de gener | 21:00 | Esport3                |
| Girona FC                     | 2 - 0 | CD Guadalajara              | Montilivi              | 26 de gener | 16:00 | Esport3                |
| CD Lugo                       | 3 - 1 | UD Las Palmas               | Anxo Carro             | 26 de gener | 18:00 | Televisión Canaria     |
| Real Racing Club de Santander | 1 - 3 | Córdoba CF                  | El Sardinero           | 26 de gener | 18:00 | Marca TV               |
| Real Murcia CF                | 1 - 1 | Real Sporting de Gijón      | Nueva Condomina        | 26 de gener | 18:00 | —                      |
| Elx CF                        | 2 - 0 | Hércules CF                 | Manuel Martínez Valero | 26 de gener | 20:00 | Marca TV               |
| Xerez C. D.                   | 0 - 2 | UD Almería                  | Chapín                 | 27 de gener | 17:00 | Marca TV               |
| FC Barcelona B                | 3 - 1 | Reial Madrid Castella C. F. | Mini Estadi            | 27 de gener | 17:00 | Canal+ 1 i Canal+ 1 HD |
| A. D. Alcorcón                | 1 - 0 | SD Ponferradina             | Santo Domingo          | 27 de gener | 17:00 | —                      |
| CD Numancia de Soria          | 1 - 2 | S. D. Huesca                | Los Pajaritos          | 27 de gener | 17:00 | —                      |
| CD Mirandés                   | 2 - 1 | R. C. Recreativo de Huelva  | Anduva                 | 27 de gener | 17:00 | —                      |

| UD Las Palmas               | 0 - 0 | Elx CF               | Gran Canaria       | 2 de febrer | 18:00 | Televisión Canaria     |
| Real Sporting de Gijón      | 1 - 2 | Racing de Santander  | El Molinón         | 2 de febrer | 18:00 | Telecable              |
| CD Guadalajara              | 0 - 0 | Vila-real CF         | Pedro Escartín     | 2 de febrer | 18:00 | —                      |
| C. E. Sabadell              | 3 - 2 | FC Barcelona B       | Nova Creu Alta     | 2 de febrer | 18:00 | Esport3                |
| Hércules CF                 | 3 - 0 | A. D. Alcorcón       | Rico Pérez         | 2 de febrer | 20:00 | Marca TV               |
| SD Ponferradina             | 2 - 0 | Girona FC            | El Toralín         | 3 de febrer | 12:00 | Canal+ 1 i Canal+ 1 HD |
| R. C. Recreativo de Huelva  | 2 - 0 | CD Numancia de Soria | Nuevo Colombino    | 3 de febrer | 12:00 | —                      |
| Córdoba CF                  | 1 - 0 | CD Lugo              | Nuevo Arcángel     | 3 de febrer | 17:00 | Marca TV               |
| CD Mirandés                 | 1 - 0 | Xerez C. D.          | Anduva             | 3 de febrer | 17:00 | —                      |
| S. D. Huesca                | 2 - 0 | Real Murcia CF       | El Alcoraz         | 3 de febrer | 17:00 | —                      |
| Reial Madrid Castella C. F. | 2 - 1 | UD Almería           | Alfredo Di Stéfano | 4 de febrer | 21:00 | Marca TV               |

| UD Almería                    | 5 - 1 | C. E. Sabadell              | Juegos Mediterráneos   | 8 de febrer  | 21:00 | Marca TV               |
| FC Barcelona B                | 0 - 1 | CD Guadalajara              | Mini Estadi            | 9 de febrer  | 16:00 | Esport3                |
| Real Murcia CF                | 1 - 2 | R. C. Recreativo de Huelva  | Nueva Condomina        | 9 de febrer  | 18:00 | —                      |
| Vila-real CF                  | 3 - 0 | SD Ponferradina             | El Madrigal            | 9 de febrer  | 18:00 | —                      |
| Xerez C. D.                   | 0 - 1 | Reial Madrid Castella C. F. | Chapín                 | 9 de febrer  | 18:00 | Marca TV               |
| Girona FC                     | 1 - 1 | Hércules CF                 | Montilivi              | 9 de febrer  | 18:00 | Esport3                |
| Real Racing Club de Santander | 1 - 0 | S. D. Huesca                | El Sardinero           | 9 de febrer  | 18:00 | —                      |
| CD Lugo                       | 1 - 2 | Real Sporting de Gijón      | Anxo Carro             | 9 de febrer  | 18:00 | —                      |
| Elx CF                        | 0 - 0 | Córdoba CF                  | Manuel Martínez Valero | 9 de febrer  | 20:00 | Marca TV               |
| CD Numancia                   | 0 - 0 | CD Mirandés                 | Los Pajaritos          | 10 de febrer | 17:00 | —                      |
| A. D. Alcorcón                | 3 - 1 | UD Las Palmas               | Santo Domingo          | 10 de febrer | 20:30 | Canal+ 1 i Canal+ 1 HD |

| SD Ponferradina            | 3 - 2 | FC Barcelona B                | El Toralín                  | 16 de febrer | 18:00 | Esport3                |
| CD Guadalajara             | 2 - 2 | UD Almería                    | Pedro Escartín              | 16 de febrer | 18:00 | Marca TV               |
| C. E. Sabadell             | 3 - 1 | Reial Madrid Castella C. F.   | Nova Creu Alta              | 16 de febrer | 20:00 | Esport3                |
| Real Sporting de Gijón     | 0 - 2 | Elx CF                        | El Molinón                  | 17 de febrer | 12:00 | Canal+ 1 i Canal+ 1 HD |
| R. C. Recreativo de Huelva | 1 - 0 | Real Racing Club de Santander | Nuevo Colombino             | 17 de febrer | 12:00 | —                      |
| S. D. Huesca               | 3 - 0 | CD Lugo                       | El Alcoraz                  | 17 de febrer | 17:00 | —                      |
| CD Numancia                | 3 - 0 | Xerez C. D.                   | Nuevo Estadio Los Pajaritos | 17 de febrer | 17:00 | —                      |
| UD Las Palmas              | 5 - 2 | Girona FC                     | Gran Canaria                | 17 de febrer | 17:00 | Esport3                |
| Córdoba CF                 | 1 - 1 | A. D. Alcorcón                | Nuevo Arcángel              | 17 de febrer | 17:00 | Marca TV               |
| CD Mirandés                | 0 - 1 | Real Murcia CF                | Anduva                      | 17 de febrer | 17:00 | —                      |
| Hércules CF                | 1 - 1 | Vila-real CF                  | José Rico Pérez             | 17 de febrer | 21:00 | Marca TV               |

| A. D. Alcorcón                | 0 - 1 | Real Sporting de Gijón     | Santo Domingo          | 23 de febrer | 18:00 | Telecable              |
| CD Lugo                       | 2 - 0 | R. C. Recreativo de Huelva | Anxo Carro             | 23 de febrer | 18:00 | TVG                    |
| Real Murcia CF                | 0 - 0 | CD Numancia                | Nueva Condomina        | 23 de febrer | 18:00 | —                      |
| FC Barcelona B                | 1 - 0 | Hércules CF                | Mini Estadi            | 23 de febrer | 20:00 | Esport3                |
| Real Racing Club de Santander | 2 - 0 | CD Mirandés                | El Sardinero           | 23 de febrer | 21:00 | Teledeporte            |
| Reial Madrid Castella C. F.   | 2 - 1 | CD Guadalajara             | Alfredo di Stefano     | 24 de febrer | 12:00 | Marca TV               |
| UD Almería                    | 4 - 1 | SD Ponferradina            | Juegos Mediterráneos   | 24 de febrer | 17:00 | Marca TV               |
| Girona FC                     | 2 - 0 | Córdoba CF                 | Montilivi              | 24 de febrer | 17:00 | Esport3                |
| Elx CF                        | 3 - 1 | S. D. Huesca               | Manuel Martínez Valero | 24 de febrer | 19:00 | Marca TV               |
| Vila-real CF                  | 1 - 1 | UD Las Palmas              | El Madrigal            | 24 de febrer | 20:00 | Canal+ 1 i Canal+ 1 HD |
| Xerez C. D.                   | 0 - 1 | C. E. Sabadell             | Chapín                 | 24 de febrer | 21:00 | Teledeporte            |

| UD Las Palmas              | 3 - 3 | Barcelona "B"                 | Gran Canaria    | 2 de març | 20:00 | Esport3                |
| R. C. Recreativo de Huelva | 1 - 2 | Elx CF                        | Nuevo Colombino | 2 de març | 21:00 | Teledeporte            |
| S. D. Huesca               | 0 - 1 | A. D. Alcorcón                | El Alcoraz      | 3 de març | 12:00 | Marca TV               |
| Hércules CF                | 0 - 2 | UD Almería                    | José Rico Pérez | 3 de març | 16:00 | Marca TV               |
| Real Murcia CF             | 3 - 1 | Xerez C. D.                   | Nueva Condomina | 3 de març | 17:00 | —                      |
| CD Mirandés                | 1 - 0 | CD Lugo                       | Anduva          | 3 de març | 17:00 | —                      |
| CD Guadalajara             | 1 - 1 | C. E. Sabadell                | Pedro Escartín  | 3 de març | 17:00 | Esport3                |
| CD Numancia de Soria       | 2 - 0 | Real Racing Club de Santander | Los Pajaritos   | 3 de març | 17:00 | —                      |
| SD Ponferradina            | 2 - 0 | Reial Madrid Castella C. F.   | El Toralín      | 3 de març | 18:00 | Marca TV               |
| Real Sporting de Gijón     | 4 - 0 | Girona FC                     | El Molinón      | 3 de març | 20:00 | Canal+ 1 i Canal+ 1 HD |
| Córdoba CF                 | 0 - 2 | Vila-real CF                  | Nuevo Arcángel  | 3 de març | 21:00 | Teledeporte            |

| CD Lugo                       | 0 - 0 | CD Numancia de Soria       | Anxo Carro             | 9 de març  | 18:00 | TVG                    |
| FC Barcelona B                | 4 - 3 | Córdoba CF                 | Mini Estadi            | 9 de març  | 18:00 | Esport3                |
| Elx CF                        | 0 - 1 | CD Mirandés                | Manuel Martínez Valero | 9 de març  | 18:00 | Marca TV               |
| Xerez C. D.                   | 0 - 1 | CD Guadalajara             | Chapín                 | 9 de març  | 20:00 | Teledeporte            |
| C. E. Sabadell                | 0 - 3 | SD Ponferradina            | Nova Creu Alta         | 9 de març  | 20:00 | Esport3                |
| UD Almería                    | 2 - 3 | UD Las Palmas              | Juegos Mediterráneos   | 9 de març  | 20:00 | Televisión Canaria     |
| Vila-real CF                  | 2 - 1 | Real Sporting de Gijón     | El Madrigal            | 10 de març | 12:00 | Canal+ 1 i Canal+ 1 HD |
| Real Racing Club de Santander | 2 - 1 | Real Murcia CF             | El Sardinero           | 10 de març | 17:00 | Marca TV               |
| Girona FC                     | 2 - 1 | S. D. Huesca               | Montilivi              | 10 de març | 17:00 | Esport3                |
| A. D. Alcorcón                | 2 - 1 | R. C. Recreativo de Huelva | Santo Domingo          | 10 de març | 20:00 | Teledeporte            |
| Reial Madrid Castella C. F.   | 1 - 1 | Hércules CF                | Alfredo di Stéfano     | 11 de març | 21:00 | Marca TV               |

| R. C. Recreativo de Huelva    | 1 - 3 | Girona FC                   | Nuevo Colombino | 16 de març | 18:00 | Marca TV               |
| Real Sporting de Gijón        | 5 - 2 | FC Barcelona B              | El Molinón      | 16 de març | 18:00 | Esport3                |
| UD Las Palmas                 | 2 - 0 | Reial Madrid Castella C. F. | Gran Canaria    | 16 de març | 18:00 | Televisión Canaria     |
| S. D. Huesca                  | 0 - 1 | Vila-real CF                | El Alcoraz      | 16 de març | 20:00 | Teledeporte            |
| Real Racing Club de Santander | 1 - 1 | Xerez C. D.                 | El Sardinero    | 17 de març | 12:00 | Marca TV               |
| Real Murcia CF                | 0 - 1 | CD Lugo                     | Nueva Condomina | 17 de març | 12:00 | TVG2                   |
| Córdoba CF                    | 4 - 1 | UD Almería                  | Nuevo Arcángel  | 17 de març | 12:00 | Canal+ 1 i Canal+ 1 HD |
| Hércules CF                   | 3 - 1 | C. E. Sabadell              | Rico Pérez      | 17 de març | 17:00 | Esport3                |
| SD Ponferradina               | 2 - 2 | CD Guadalajara              | El Toralín      | 17 de març | 17:00 | —                      |
| CD Numancia de Soria          | 3 - 1 | Elx CF                      | Los Pajaritos   | 17 de març | 19:00 | Marca TV               |
| CD Mirandés                   | 0 - 2 | A. D. Alcorcón              | Anduva          | 17 de març | 20:00 | Teledeporte            |

| FC Barcelona B              | 0 - 1 | S. D. Huesca                  | Mini Estadi            | 23 de març | 18:00 | Esport3                |
| CD Lugo                     | 3 - 2 | Real Racing Club de Santander | Anxo Carro             | 23 de març | 18:00 | TVG2                   |
| Girona FC                   | 4 - 0 | CD Mirandés                   | Montilivi              | 23 de març | 20:00 | Esport3                |
| Xerez C. D.                 | 1 - 2 | SD Ponferradina               | Chapín                 | 23 de març | 21:00 | Teledeporte            |
| Reial Madrid Castella C. F. | 4 - 0 | Córdoba CF                    | Alfredo di Stéfano     | 24 de març | 12:00 | Marca TV               |
| UD Almería                  | 0 - 1 | Real Sporting de Gijón        | Juegos Mediterráneos   | 24 de març | 17:00 | —                      |
| CD Guadalajara              | 0 - 2 | Hércules CF                   | Pedro Escartín         | 24 de març | 17:00 | Marca TV               |
| C. E. Sabadell              | 0 - 4 | UD Las Palmas                 | Nova Creu Alta         | 24 de març | 19:00 | Esport3 y TVC          |
| Vila-real CF                | 1 - 1 | R. C. Recreativo de Huelva    | El Madrigal            | 24 de març | 19:00 | Marca TV               |
| Elx CF                      | 1 - 0 | Real Murcia CF                | Manuel Martínez Valero | 24 de març | 20:00 | Canal+ 1 i Canal+ 1 HD |
| A. D. Alcorcón              | 1 - 1 | CD Numancia                   | Santo Domingo          | 24 de març | 21:00 | Teledeporte            |

| UD Las Palmas                 | 0 - 1 | CD Guadalajara           | Gran Canaria    | 30 de març | 18:00 | Televisión Canaria     |
| Real Sporting de Gijón        | 1 - 0 | Reial Madrid Castella FC | El Molinón      | 30 de març | 18:00 | —                      |
| CD Lugo                       | 4 - 0 | Xerez C. D.              | Anxo Carro      | 30 de març | 18:00 | TVG                    |
| Córdoba CF                    | 3 - 0 | C. E. Sabadell           | Nuevo Arcángel  | 30 de març | 21:00 | Teledeporte            |
| Real Racing Club de Santander | 0 - 0 | Elx CF                   | El Sardinero    | 31 de març | 12:00 | Canal+ 1 i Canal+ 1 HD |
| S. D. Huesca                  | 1 - 2 | UD Almería               | El Alcoraz      | 31 de març | 12:00 | Marca TV               |
| Hércules CF                   | 1 - 1 | SD Ponferradina          | Rico Pérez      | 31 de març | 12:00 | —                      |
| CD Mirandés                   | 1 - 5 | Vila-real CF             | Anduva          | 31 de març | 17:00 | Marca TV               |
| R. C. Recreativo de Huelva    | 2 - 0 | FC Barcelona B           | Nuevo Colombino | 31 de març | 17:00 | Esport3                |
| Real Murcia CF                | 1 - 1 | A. D. Alcorcón           | Nueva Condomina | 31 de març | 19:00 | Marca TV               |
| CD Numancia de Soria          | 2 - 1 | Girona FC                | Los Pajaritos   | 31 de març | 21:00 | Teledeporte            |

| SD Ponferradina             | 0 - 1 | UD Las Palmas                 | Toralín              | 6 d'abril | 18:00 | Televisión Canaria     |
| FC Barcelona B              | 1 - 1 | CD Mirandés                   | Mini Estadi          | 6 d'abril | 18:00 | Esport3                |
| Elx CF                      | 0 - 0 | CD Lugo                       | Martínez Valero      | 6 d'abril | 20:00 | Marca TV               |
| A. D. Alcorcón              | 0 - 1 | Real Racing Club de Santander | Santo Domingo        | 6 d'abril | 21:00 | Teledeporte            |
| Xerez Club Deportivo        | 0 - 0 | Hércules CF                   | Chapín               | 7 d'abril | 17:00 | —                      |
| CD Guadalajara              | 3 - 1 | Córdoba CF                    | Pedro Escartín       | 7 d'abril | 17:00 | —                      |
| Vila-real CF                | 6 - 1 | CD Numancia de Soria          | El Madrigal          | 7 d'abril | 17:00 | Marca TV               |
| Girona FC                   | 5 - 2 | Real Murcia CF                | Montilivi            | 7 d'abril | 17:00 | Esport3                |
| UD Almería                  | 2 - 1 | R. C. Recreativo de Huelva    | Juegos Mediterráneos | 7 d'abril | 19:00 | Marca TV               |
| C. E. Sabadell              | 4 - 3 | Real Sporting de Gijón        | Nova Creu Alta       | 7 d'abril | 20:00 | Canal+ 1 i Canal+ 1 HD |
| Reial Madrid Castella C. F. | 5 - 1 | S. D. Huesca                  | Alfredo di Stéfano   | 7 d'abril | 21:00 | Teledeporte            |

| UD Las Palmas                 | 0 - 0 | Hércules CF                 | Gran Canaria           | 13 d'abril | 18:00 | Televisión Canaria     |
| Real Sporting de Gijón        | 3 - 0 | CD Guadalajara              | El Molinón             | 13 d'abril | 18:00 | Telecable              |
| CD Mirandés                   | 1 - 0 | Unión Deportiva Almería     | Anduva                 | 13 d'abril | 18:00 | Marca TV               |
| Real Racing Club de Santander | 0 - 1 | Girona FC                   | El Sardinero           | 13 d'abril | 18:00 | Esport3                |
| CD Lugo                       | 0 - 1 | A. D. Alcorcón              | Anxo Carro             | 13 d'abril | 18:00 | TVG2                   |
| R. C. Recreativo de Huelva    | 1 - 3 | Reial Madrid Castella C. F. | Nuevo Colombino        | 13 d'abril | 20:00 | Marca TV               |
| CD Numancia de Soria          | 0 - 1 | FC Barcelona B              | Los Pajaritos          | 13 d'abril | 21:00 | Teledeporte            |
| Córdoba CF                    | 0 - 1 | SD Ponferradina             | Nuevo Arcángel         | 14 d'abril | 12:00 | Marca TV               |
| Real Murcia CF                | 1 - 1 | Vila-real CF                | Nueva Condomina        | 14 d'abril | 12:00 | Canal+ 1 i Canal+ 1 HD |
| Elx CF                        | 2 - 1 | Xerez C. D.                 | Manuel Martínez Valero | 14 d'abril | 17:00 | Marca TV               |
| S. D. Huesca                  | 4 - 3 | C. E. Sabadell              | El Alcoraz             | 14 d'abril | 21:00 | Teledeporte            |

| C. E. Sabadell              | 1 - 1 | R. C. Recreativo de Huelva    | Nova Creu Alta       | 19 d'abril | 21:00 | Marca TV               |
| Girona FC                   | 4 - 0 | CD Lugo                       | Montilivi            | 20 d'abril | 17:00 | Esport3                |
| Xerez C. D.                 | 1 - 2 | UD Las Palmas                 | Chapín               | 20 d'abril | 18:00 | Televisión Canaria     |
| SD Ponferradina             | 1 - 0 | Real Sporting de Gijón        | El Toralín           | 20 d'abril | 18:00 | TBA                    |
| CD Guadalajara              | 1 - 0 | S. D. Huesca                  | Pedro Escartín       | 20 d'abril | 21:00 | Teledeporte            |
| A. D. Alcorcón              | 1 - 0 | Elx CF                        | Santo Domingo        | 21 d'abril | 12:00 | Canal+ 1 i Canal+ 1 HD |
| UD Almería                  | 1 - 1 | CD Numancia                   | Juegos Mediterráneos | 21 d'abril | 17:00 | Marca TV               |
| FC Barcelona B              | 1 - 1 | Real Murcia CF                | Mini Estadi          | 21 d'abril | 17:00 | Esport3                |
| Hércules CF                 | 1 - 0 | Córdoba CF                    | Rico Pérez           | 21 d'abril | 17:00 | TBA                    |
| Vila-real CF                | 1 - 0 | Real Racing Club de Santander | El Madrigal          | 21 d'abril | 19:00 | Marca TV               |
| Reial Madrid Castella C. F. | 6 - 1 | CD Mirandés                   | Alfredo Di Stéfano   | 21 d'abril | 21:00 | Teledeporte            |

| CD Mirandés                   | 2 - 0 | C. E. Sabadell              | Anduva                 | 26 d'abril | 21:00 | Marca TV           |
| Real Racing Club de Santander | 1 - 2 | FC Barcelona B              | El Sardinero           | 26 d'abril | 21:00 | Esport3            |
| CD Lugo                       | 0 - 0 | Vila-real CF                | Anxo Carro             | 27 d'abril | 17:00 | TVG                |
| A. D. Alcorcón                | 2 - 1 | Xerez C. D.                 | Santo Domingo          | 27 d'abril | 18:00 | Marca TV           |
| Real Sporting de Gijón        | 0 - 1 | Hércules Club de Fútbol     | El Molinón             | 27 d'abril | 18:00 | Telecable          |
| Córdoba CF                    | 5 - 1 | UD Las Palmas               | Nuevo Arcángel         | 27 d'abril | 18:00 | Televisión Canaria |
| S. D. Huesca                  | 1 - 1 | SD Ponferradina             | El Alcoraz             | 27 d'abril | 21:00 | Teledeporte        |
| Elx CF                        | 0 - 0 | Girona FC                   | Manuel Martínez Valero | 28 d'abril | 12:00 | Canal+ 1           |
| Real Murcia CF                | 1 - 0 | UD Almería                  | Nueva Condomina        | 28 d'abril | 17:00 | Marca TV           |
| R. C. Recreativo de Huelva    | 1 - 0 | CD Guadalajara              | Nuevo Colombino        | 28 d'abril | 19:00 | Marca TV           |
| CD Numancia de Soria          | 3 - 3 | Reial Madrid Castella C. F. | Los Pajaritos          | 28 d'abril | 21:00 | Teledeporte        |

| Xerez C. D.                 | 1 - 3 | Córdoba CF                     | Chapín               | 3 de maig | 21:00 | Marca TV                       |
| FC Barcelona B              | 2 - 2 | CD Lugo                        | Mini Estadi          | 4 de maig | 18:00 | Esport3 i TVG                  |
| UD Las Palmas               | 4 - 2 | Real Sporting de Gijón         | Gran Canaria         | 4 de maig | 18:00 | Televisión Canaria i Telecable |
| SD Ponferradina             | 1 - 0 | Real Club Recreativo de Huelva | El Toralín           | 4 de maig | 20:00 | Marca TV                       |
| Girona FC                   | 3 - 2 | A. D. Alcorcón                 | Montilivi            | 4 de maig | 20:00 | Esport3                        |
| CD Guadalajara              | 1 - 1 | CD Mirandés                    | Pedro Escartín       | 4 de maig | 21:00 | Teledeporte                    |
| Vila-real CF                | 2 - 3 | Elx CF                         | El Madrigal          | 5 de maig | 12:00 | Canal+ 1                       |
| Hércules CF                 | 2 - 1 | S. D. Huesca                   | José Rico Pérez      | 5 de maig | 12:00 | TBA                            |
| Reial Madrid Castella C. F. | 2 - 0 | Real Murcia CF                 | Alfredo di Stéfano   | 5 de maig | 17:00 | Marca TV                       |
| UD Almería                  | 2 - 1 | Real Racing Club de Santander  | Juegos Mediterráneos | 5 de maig | 19:00 | Marca TV                       |
| C. E. Sabadell              | 2 - 1 | CD Numancia de Soria           | Nova Creu Alta       | 5 de maig | 21:00 | Teledeporte                    |

| Elx CF                        | 1 - 1 | FC Barcelona B              | Manuel Martínez Valero | 10 de maig | 21:00 | Marca TV           |
| Girona FC                     | 2 - 4 | Xerez C. D.                 | Montilivi              | 11 de maig | 18:00 | Esport3            |
| Real Sporting de Gijón        | 3 - 0 | Córdoba CF                  | El Molinón             | 11 de maig | 18:00 | Telecable          |
| CD Lugo                       | 3 - 5 | UD Almería                  | Anxo Carro             | 11 de maig | 18:00 | TVG                |
| CD Numancia de Soria          | 2 - 2 | CD Guadalajara              | Los Pajaritos          | 11 de maig | 18:00 | Marca TV           |
| S. D. Huesca                  | 0 - 0 | UD Las Palmas               | El Alcoraz             | 11 de maig | 20:00 | Televisión Canaria |
| Real Murcia CF                | 1 - 1 | C. E. Sabadell              | Nueva Condomina        | 11 de maig | 20:00 | TBA                |
| CD Mirandés                   | 0 - 0 | SD Ponferradina             | Anduva                 | 11 de maig | 21:00 | Teledeporte        |
| A. D. Alcorcón                | 1 - 3 | Vila-real CF                | Santo Domingo          | 12 de maig | 12:00 | Canal+ 1           |
| Real Racing Club de Santander | 1 - 0 | Reial Madrid Castella C. F. | El Sardinero           | 12 de maig | 17:00 | Marca TV           |
| R. C. Recreativo de Huelva    | 0 - 2 | Hércules CF                 | Nuevo Colombino        | 13 de maig | 21:00 | Teledeporte        |

| FC Barcelona B              | 1 - 1 | A. D. Alcorcón                | Mini Estadi          | 18 de maig | 18:00 | Esport3            |
| Reial Madrid Castella C. F. | 3 - 1 | CD Lugo                       | Alfredo di Stéfano   | 18 de maig | 18:00 | Marca TV           |
| UD Las Palmas               | 0 - 0 | R. C. Recreativo de Huelva    | Gran Canaria         | 18 de maig | 18:00 | Televisión Canaria |
| Xerez C. D.                 | 0 - 2 | Real Sporting de Gijón        | Chapín               | 18 de maig | 18:00 | +Q tele            |
| SD Ponferradina             | 1 - 1 | CD Numancia de Soria          | El Toralín           | 18 de maig | 20:00 | Marca TV           |
| Vila-real CF                | 4 - 1 | Girona FC                     | El Madrigal          | 18 de maig | 20:00 | Esport3            |
| Córdoba CF                  | 2 - 2 | S. D. Huesca                  | Nuevo Arcángel       | 18 de maig | 22:00 | Marca TV           |
| UD Almería                  | 2 - 1 | Elx CF                        | Juegos Mediterráneos | 19 de maig | 12:00 | Canal+ 1           |
| Hércules CF                 | 1 - 0 | CD Mirandés                   | José Rico Pérez      | 19 de maig | 17:00 | Marca TV           |
| C. E. Sabadell              | 0 - 2 | Real Racing Club de Santander | Nova Creu Alta       | 19 de maig | 21:00 | Teledeporte        |
| CD Guadalajara              | 2 - 1 | Real Murcia CF                | Pedro Escartín       | 20 de maig | 21:00 | Teledeporte        |

| S. D. Huesca                  | 2 - 1 | Real Sporting de Gijón      | El Alcoraz             | 25 de maig | 16:00 | +Q tele            |
| CD Mirandés                   | 1 - 0 | UD Las Palmas               | Anduva                 | 25 de maig | 16:00 | Televisión Canaria |
| A. D. Alcorcón                | 0 - 3 | UD Almería                  | Santo Domingo          | 25 de maig | 16:00 | Marca TV           |
| R. C. Recreativo de Huelva    | 2 - 1 | Córdoba CF                  | Nuevo Colombino        | 26 de maig | 12:00 | TBA                |
| Girona FC                     | 1 - 0 | FC Barcelona B              | Montilivi              | 26 de maig | 12:00 | Canal+ 1           |
| Real Murcia CF                | 0 - 2 | SD Ponferradina             | Nueva Condomina        | 26 de maig | 17:00 | TBA                |
| Elx CF                        | 1 - 1 | Reial Madrid Castella C. F. | Manuel Martínez Valero | 26 de maig | 17:00 | Marca TV           |
| CD Lugo                       | 2 - 0 | C. E. Sabadell              | Anxo Carro             | 26 de maig | 18:00 | Esport3 i TVG      |
| Real Racing Club de Santander | 0 - 0 | CD Guadalajara              | El Sardinero           | 26 de maig | 19:00 | Marca TV           |
| CD Numancia de Soria          | 3 - 2 | Hércules CF                 | Los Pajaritos          | 26 de maig | 21:00 | Teledeporte        |
| Vila-real CF                  | 3 - 2 | Xerez C. D.                 | El Madrigal            | 27 de maig | 21:00 | Teledeporte        |

| C. E. Sabadell              | 0 - 0 | Elx CF                        | Nova Creu Alta       | 1 de juny | 21:00 | Teledeporte        |
| S. D. Huesca                | 3 - 1 | Xerez C. D.                   | El Alcoraz           | 2 de juny | 18:00 | TBA                |
| UD Almería                  | 2 - 1 | Girona FC                     | Juegos Mediterráneos | 2 de juny | 18:00 | Canal+ 1           |
| Reial Madrid Castella C. F. | 4 - 0 | A. D. Alcorcón                | Alfredo di Stéfano   | 2 de juny | 18:00 | Marca TV           |
| CD Guadalajara              | 0 - 1 | CD Lugo                       | Pedro Escartín       | 2 de juny | 18:00 | Teledeporte        |
| SD Ponferradina             | 2 - 2 | Real Racing Club de Santander | El Toralín           | 2 de juny | 18:00 | Marca TV           |
| Hércules CF                 | 0 - 2 | Real Murcia CF                | José Rico Pérez      | 2 de juny | 18:00 | Marca TV           |
| UD Las Palmas               | 2 - 1 | CD Numancia de Soria          | Gran Canaria         | 2 de juny | 18:00 | Televisión Canaria |
| Córdoba CF                  | 1 - 2 | CD Mirandés                   | Nuevo Arcángel       | 2 de juny | 18:00 | TBA                |
| Real Sporting de Gijón      | 0 - 0 | R. C. Recreativo de Huelva    | El Molinón           | 2 de juny | 18:00 | +Q tele            |
| FC Barcelona B              | 0 - 3 | Vila-real CF                  | Mini Estadi          | 2 de juny | 18:00 | Esport3            |

| A. D. Alcorcón                | 4 - 0 | C. E. Sabadell              | Santo Domingo          | 8 de juny | 19:00 | Teledeporte        |
| Real Racing Club de Santander | 3 - 0 | Hércules CF                 | El Sardinero           | 8 de juny | 19:00 | Marca TV           |
| Girona FC                     | 1 - 1 | Reial Madrid Castella C. F. | Montilivi              | 8 de juny | 19:00 | Esport3            |
| R. C. Recreativo de Huelva    | 0 - 0 | S. D. Huesca                | Nuevo Colombino        | 8 de juny | 19:00 | Marca TV           |
| CD Lugo                       | 2 - 2 | SD Ponferradina             | Anxo Carro             | 8 de juny | 19:00 | TVG                |
| Vila-real CF                  | 1 - 0 | UD Almería                  | El Madrigal            | 8 de juny | 19:00 | Canal+ 1           |
| CD Mirandés                   | 1 - 1 | Real Sporting de Gijón      | Anduva                 | 8 de juny | 19:00 | Telecable          |
| Real Murcia CF                | 1 - 0 | UD Las Palmas               | Nueva Condomina        | 8 de juny | 19:00 | Televisión Canaria |
| Elx CF                        | 3 - 1 | CD Guadalajara              | Manuel Martínez Valero | 8 de juny | 19:00 | Marca TV           |
| Xerez C. D.                   | 2 - 1 | FC Barcelona B              | Chapín                 | 8 de juny | 19:00 | TBA                |
| CD Numancia de Soria          | 1 - 0 | Córdoba CF                  | Los Pajaritos          | 9 de juny | 19:00 | Teledeporte        |

## Playoff d'ascens a Primera Divisió
|  | 12 i 16 de juny | 12 i 16 de juny | 12 i 16 de juny | 12 i 16 de juny | 12 i 16 de juny |   |   | 19 i 22 de juny | 19 i 22 de juny | 19 i 22 de juny | 19 i 22 de juny | 19 i 22 de juny |
|  |                 |                 |                 |                 |                 |   |   |                 |                 |                 |                 |                 |
|  | 5               | AD Alcorcón     | 1               | 1               | 2               |   |   |                 |                 |                 |                 |                 |
|  | 4               | Girona FC       | 1               | 3               | 4               |   |   |                 |                 |                 |                 |                 |
|  |                 |                 |                 |                 |                 |   | 4 | Girona FC       | 0               | 0               | 0               |                 |
|  |                 | 3               | UD Almería      | 1               | 3               | 4 |   |                 |                 |                 |                 |                 |
|  | 6               | UD Las Palmas   | 1               | 1               | 2               |   |   |                 |                 |                 |                 |                 |
|  | 3               | UD Almería      | 1               | 2               | 3               |   |   |                 |                 |                 |                 |                 |

## Estadístiques

### Màxims golejadors
Llista amb els màxims golejadors de Segona Divisió, d'acord amb les dades oficials de la Lliga Nacional de Futbol Professional:
| Pos. | Jugador         | Equip                       | Gols |
| ---- | --------------- | --------------------------- | ---- |
| 1.°  | Charles Dias    | UD Almería                  | 27   |
| 2.°  | Jesé Rodríguez  | Reial Madrid Castella C. F. | 22   |
| 3.º  | Yuri de Souza   | SD Ponferradina             | 21   |
| 4.º  | Gerard Deulofeu | FC Barcelona B              | 18   |
| 4.º  | Oriol Riera     | A. D. Alcorcón              | 18   |
| 6.º  | Javier Portillo | Hércules CF                 | 17   |
| 7.º  | Acuña           | Girona FC                   | 16   |
| 8.°  | Chuli           | R. C. Recreativo de Huelva  | 15   |
| 8.°  | Vitolo          | UD Las Palmas               | 15   |
| 8.°  | Óscar Díaz      | CD Lugo                     | 15   |

- Actualitzat el 8 de juny de 2013.

### Porters menys golejats
Llista amb els porters menys golejats de la segona divisió:
| Pos. | Jugador            | Equip           | Gols enc. | Partits | Coeficient |
| ---- | ------------------ | --------------- | --------- | ------- | ---------- |
| 1r   | Manu Herrera       | Elx CF          | 25        | 39      | 0.64       |
| 2n   | Juan Carlos        | Vila-real CF    | 30        | 32      | 0.94       |
| 3r   | Roberto Santamaría | SD Ponferradina | 33        | 31      | 1.06       |
| 4t   | Yoel Rodríguez     | CD Lugo         | 36        | 33      | 1.09       |
| 5è   | Ismael Falcón      | Hèrcules CF     | 43        | 37      | 1.16       |
| 6è   | Esteban Suárez     | UD Almería      | 50        | 42      | 1.19       |
| 7è   | Iago Herrerín      | CD Numancia     | 41        | 34      | 1.21       |
| 8è   | Iñaki Goitia       | CD Mirandés     | 50        | 41      | 1.22       |
| 9è   | Dani Mallo         | Girona FC       | 49        | 39      | 1.26       |
| 10è  | Alberto García     | Córdoba CF      | 52        | 40      | 1.3        |

- Actualitzat el 9 de juny de 2013.

## Premis

### Trofeu Zarra
El Trofeu Zarra és un premi atorgat pel diari esportiu Marca al màxim golejador espanyol de la temporada. Igual que el Trofeu Pitxitxi, no té en compte les actes arbitrals, sinó les apreciacions pròpies del diari Marca. Jesé Rodríguez, debutant en la categoria, va obtenir el seu primer Zarra amb vint gols per davant de Gerard Deulofeu i Oriol Riera.
| Pos. | Jugador         | Equip                    | Gols |
| ---- | --------------- | ------------------------ | ---- |
| 1r   | Jesé Rodríguez  | Reial Madrid Castella CF | 22   |
| 2n   | Gerard Deulofeu | FC Barcelona B           | 18   |
| 2n   | Oriol Riera     | AD Alcorcón              | 18   |
| 4t   | Javier Portillo | Hèrcules CF              | 17   |
| 5è   | Chuli           | RC Recreativo de Huelva  | 15   |
| 5è   | Vitolo          | UD Las Palmas            | 15   |
| 5è   | Óscar Díaz      | CD Lugo                  | 15   |

- Actualitzat el 8 de juny de 2013.

### Trofeu Miguel Muñoz
| Pos. | Entrenador    | Equip     | Punts |
| ---- | ------------- | --------- | ----- |
| 1r   | Fran Escribá  | Elx CF    | 293,5 |
| 2n   | Rubi          | Girona FC | 291   |
| 3r   | Quique Setién | Lugo      | 278,5 |